# NASA World Wind
NASA World Wind é um programa desenvolvido pelo ARC da Administração Nacional de Aeronáutica e Espaço (NASA), e que apresenta ao usuário imagens em 3D do globo terrestre, assemelhando-se muito ao Google Earth da empresa estadunidense Google Inc..
Ele conecta-se ao banco de dados da NASA, carregando imagens captadas por seis satélites em órbita ao redor do mundo, mostrando pontos de qualquer parte do planeta, com imagens de alta qualidade, permitindo "viajar" por toda a Terra. As montagens virtuais são todas em 3D, trabalhando ainda com a procura de lugares pelo nome.
Versões mais antigas do World Wind, requer o Microsoft .NET, que já vem instalado no Windows desde o Windows XP. Porém a versão mais recente foi inteiramente desenvolvida em Java. Essa nova versão diferentemente da antiga, é destinado a desenvolvedores (SDK), ao contrário da versão .NET que era somente um globo virtual ao estilo Google Earth.
Uma das principais características do World Wind, é a possibilidade de fazer uma observação mais detalhada de outros pontos além da Terra, como o planeta Marte, Vênus e a Lua.cidades

## Bifurcações

### O projeto Geoforge
Conta como uma bifurcação do projeto Nasa World Wind. Geoforge fornece softwares open-source, correspondendo a plataformas de softwares de geociência. Ainda, as funcionalidades de World Wind são utilizadas para representar objetos geolocalizados em geociências.

### Dapple
É uma bifurcação do projeto NASA World Wind. É um projeto open-source criado pela Geosoft. Dapple tem funcionalidades em geociências (servidor WMS) e é destinado aos profissionais de na área, a sua interface é similar ao Google Earth.

### SERVIR-VIZ
É uma versão personalizada do World Wind desenvolvido pela IAGT para o projeto SERVIR.

### WW2D
WW2D era um software multi-plataforma, livre e aplicação de open-souce baseado nas tecnologias Java e OpenGL e pode ser executado no Windows, Mac OS X, Linux (x86 e x86-64) e Solaris em SPARC. O WW2D usa imagens dos servidores do World Wind.

### WW2D Plus One
Uma atualização para WW2D proporcionando uma visão em 3D.

### Punt
Punt era um fork do projeto NASA World Wind, e foi iniciado por dois membros da comunidade de software livre que tinha feito contribuições para o World Wind. Punt foi baseado no código World Wind 1.3.2, mas seu lançamento inicial tem características não encontradas na World Wind 1.3.2 ou 1.3.3 (tais como suporte para vários idiomas). Atualmente, Punt está disponível apenas para Windows, mas metas de longo prazo incluem um desejo de avançar para uma solução multi-plataforma.